# Софіївська вулиця (Одеса)
Софі́ївська ву́лиця — вулиця в Одесі. Починається від узвозу Віталія Блажка і закінчується перетином з Преображенською вулицею. Свою назву вулиця дістала від імені дружини графа Станіслава Щенсного Потоцького Софії. Родина Потоцьких мала палац на цій вулиці.

## Історія

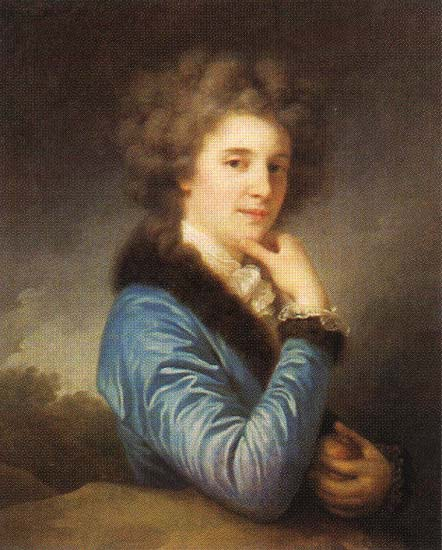
Софія Потоцька

Вперше під назвою «Софіївська» вулиця з'являється в рапорті архітектора Дагбія від 13 лютого 1819 року. У рапорті сказано: «…Комитет приводит заведение купца Мануила Попова, которое так распространено, что Софиевская улица идущая из города на Пересыпь пересекается оным часть сего владения уже продано перешла Г. подполковнику Дитерихсу … Нужно снести ту часть заведения, которое занимает Софиевскую улицу (состоящее из садоводства).» Назва походить від імені Софії Потоцької, яка у 1805 році купила будинок митрополита Гавріїла (вул. Софіївська 7, тепер відомий як будинок Потоцького, або Архієрейський будинок).
На початку 19-го століття лівою частиною майбутньої вулиці Софіївської від початку узвозу до вулиці Кінної володіли полковник Ферстер, бригадир Лопухін (1804—1810), Мартин Католиков (1810—1823). 28 липня 1823 року Мартин Католиков продав свої землі дочці Станіслава Щенсного Потоцького, Ользі Наришкіній, яка і розпочала будівництво тут палацу. Родина Потоцьких володіла усією лівою ділянкою сучасної вулиці.

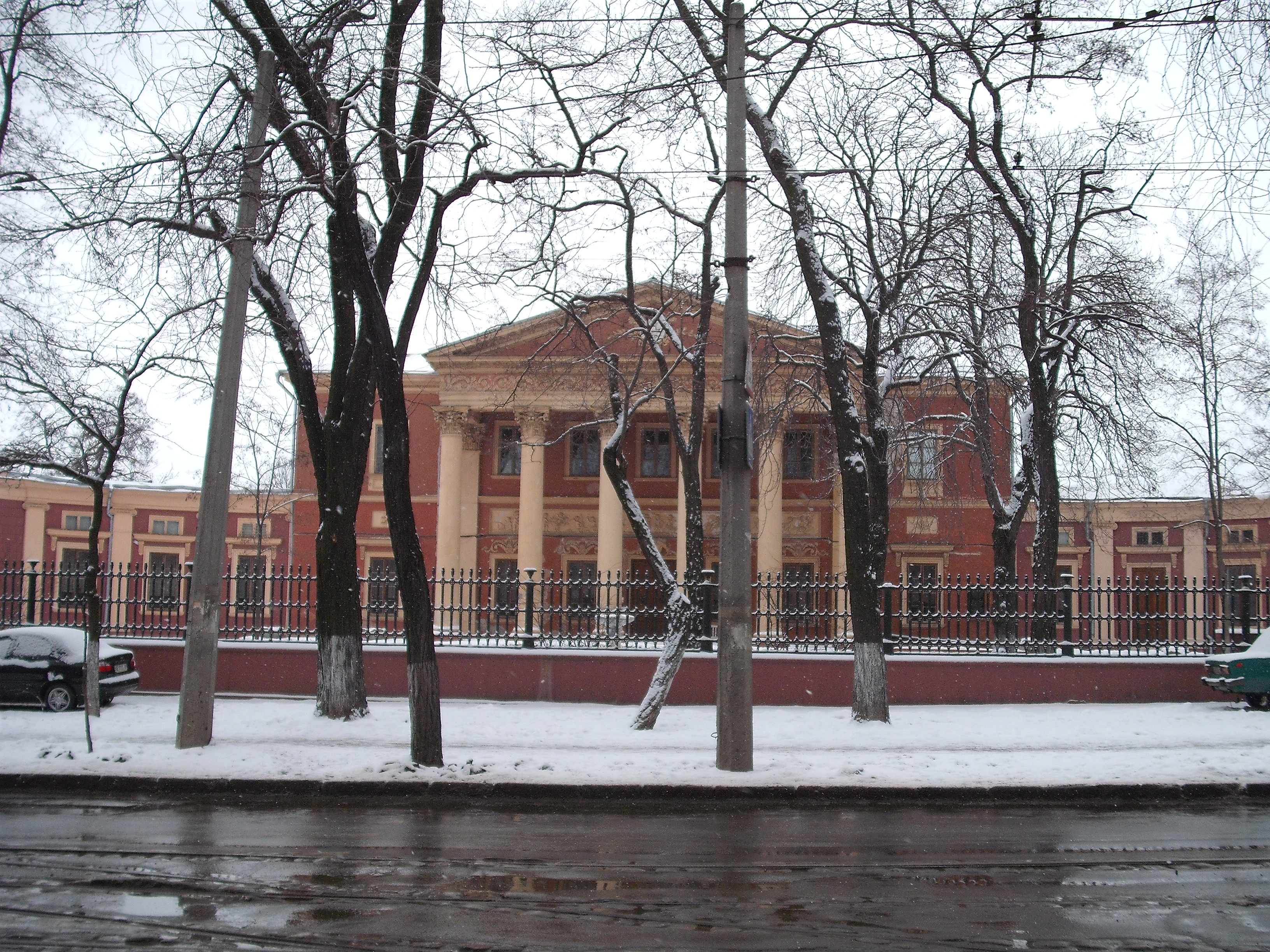
Палац Потоцьких

У 1837 році з'являється інша назва вулиці — Наришкінська, на честь Ольги Наришкіної, господарки палацу. Однак назва не прижилася, скоріш за все тому, що на той час, з 1833 року, ділянку узвозу від вул. Приморської до Медичного провулку, було названо Наришкінським узвозом.
Із приходом до влади комуністів назву вулиці було змінено на Короленка, на честь російського письменника Володимира Короленка, що бував в Одесі у 1893, 1897 і 1903 роках. У 1942 році історичну назву вулиці було повернено, але згодом, у 1943, за проханням митрополита Віссаріона до Одеського примаря, Германа Пинті, назву вулиці було змінено на Митрополитську, оскільки тут знаходилася резиденція церковних ієрархів впродовж останніх 100 років.
Але вже у 1944 році назву Короленка було повернено більшовицькою владою. Історичну назву вулиці було повернено у 1995 році, вже після набуття Україною незалежності.

## Будинки

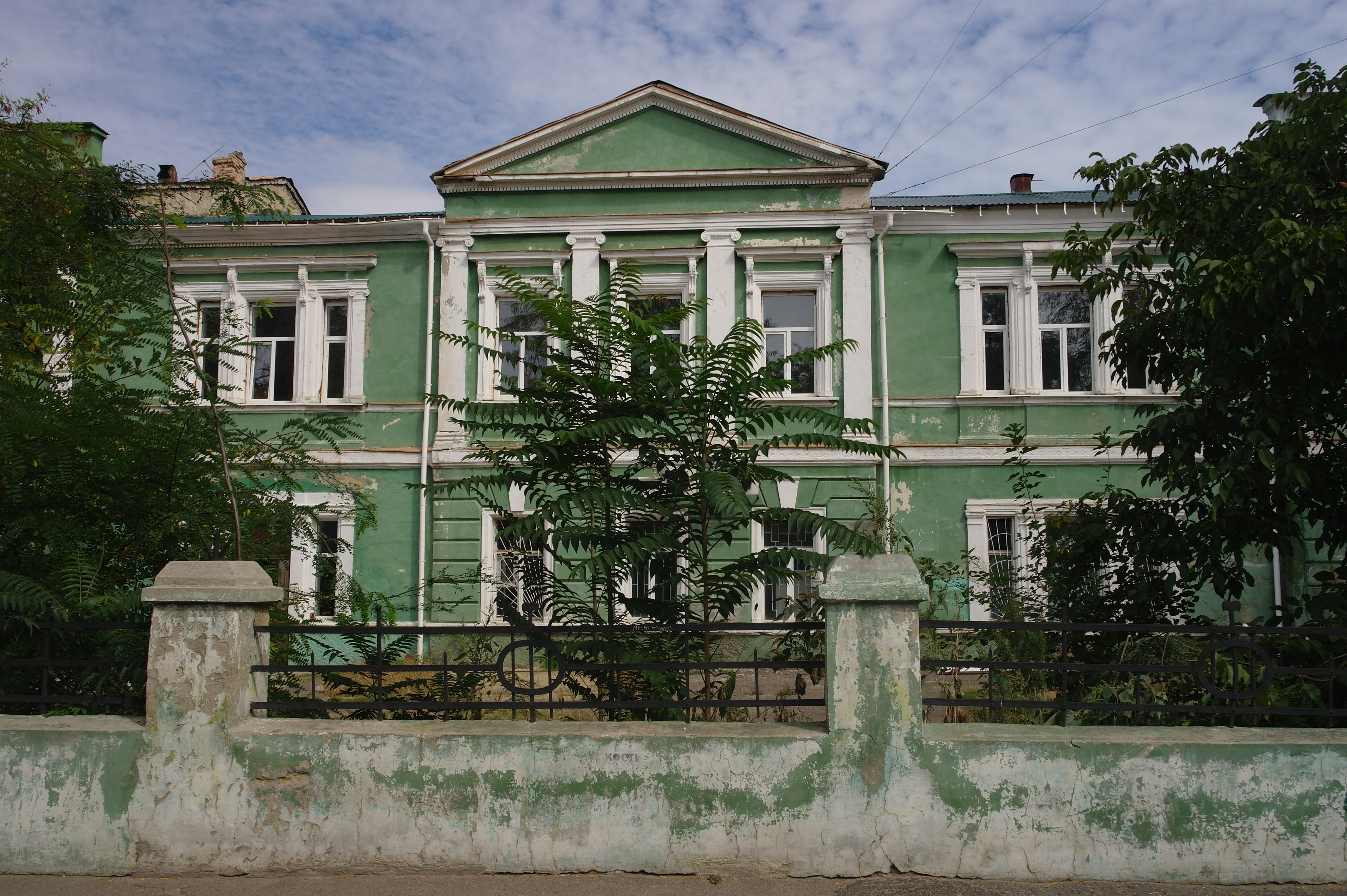
Будинок № 7

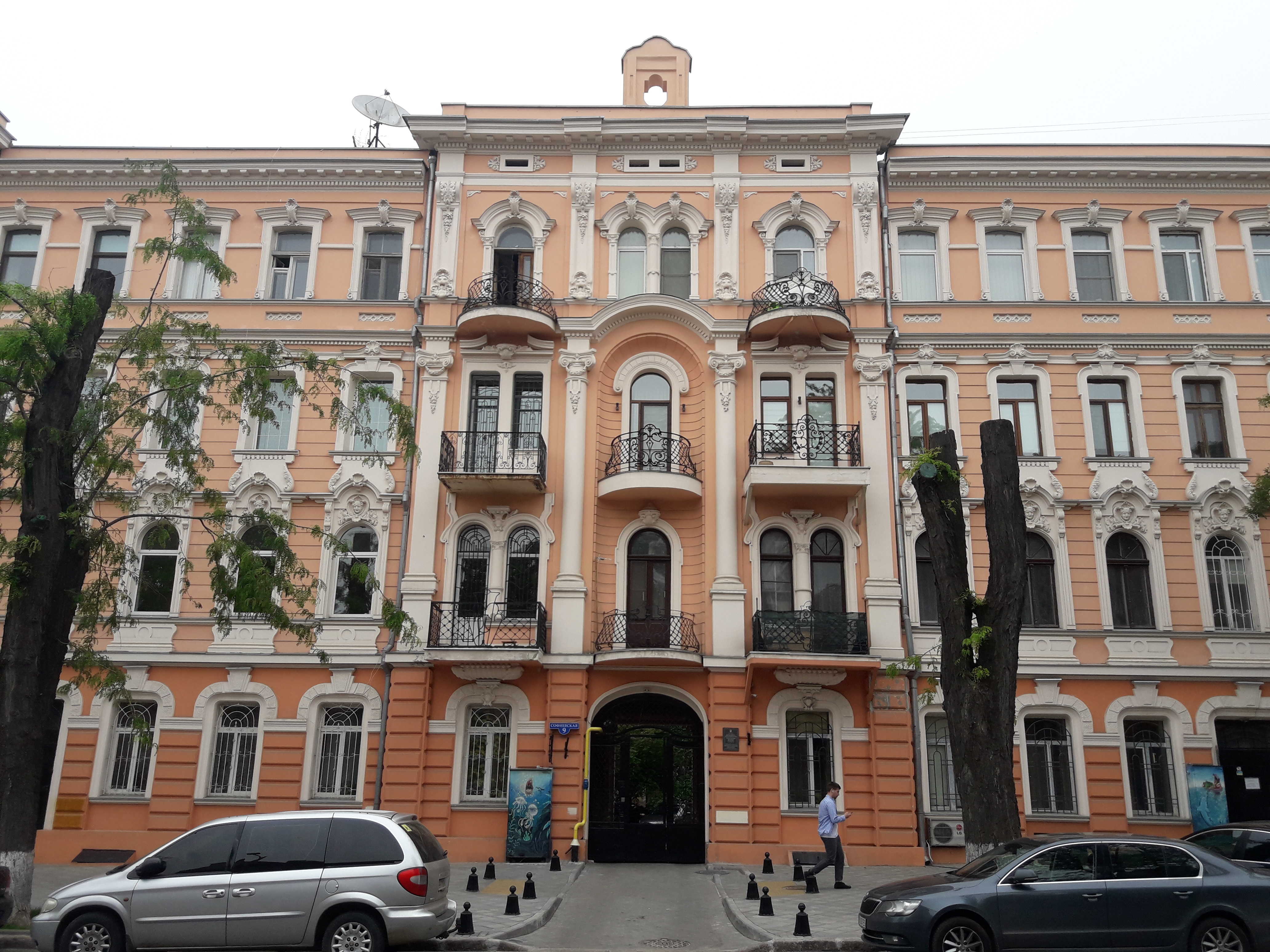
Будинок № 9

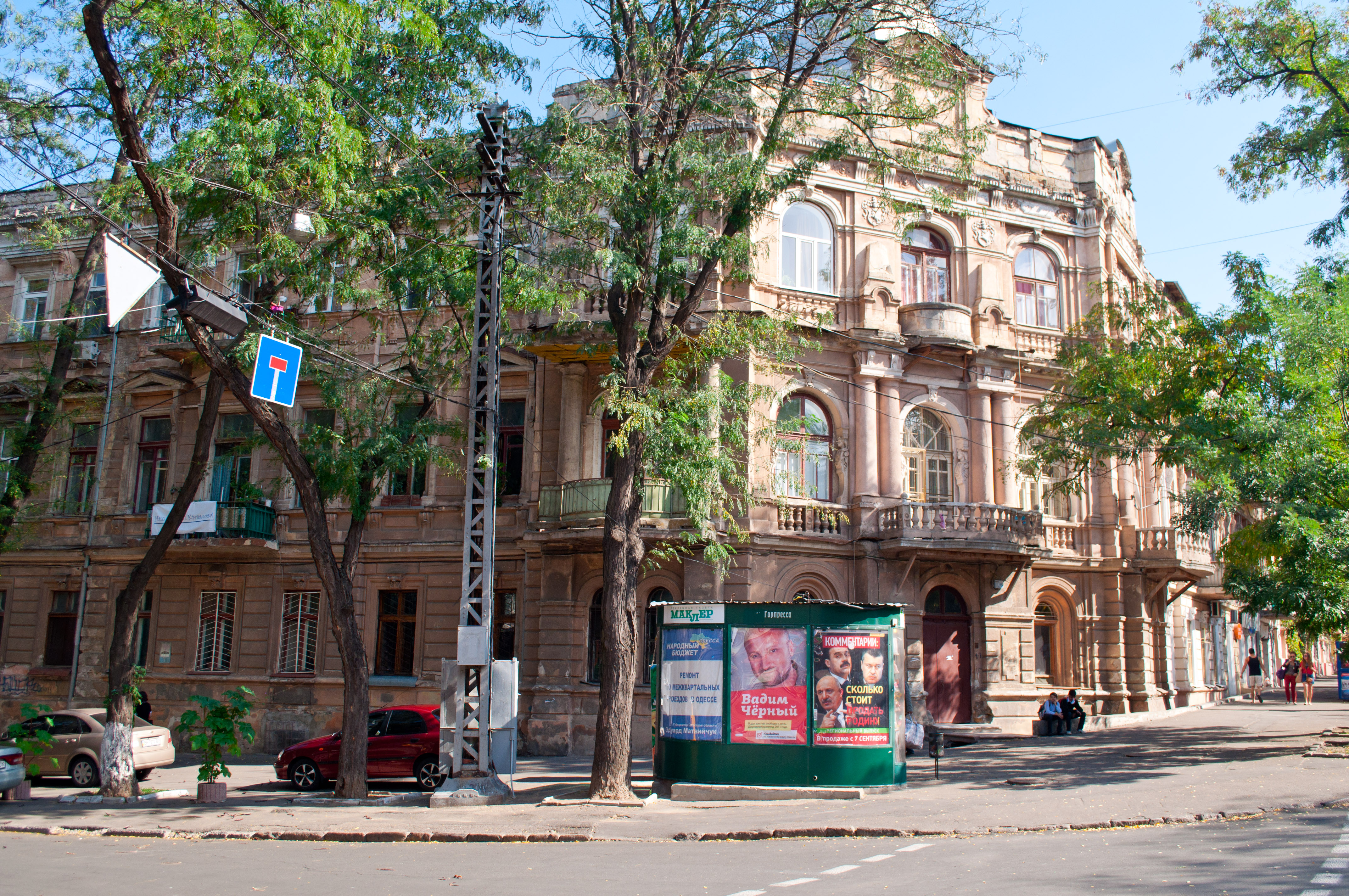
Будинок Скаржинського

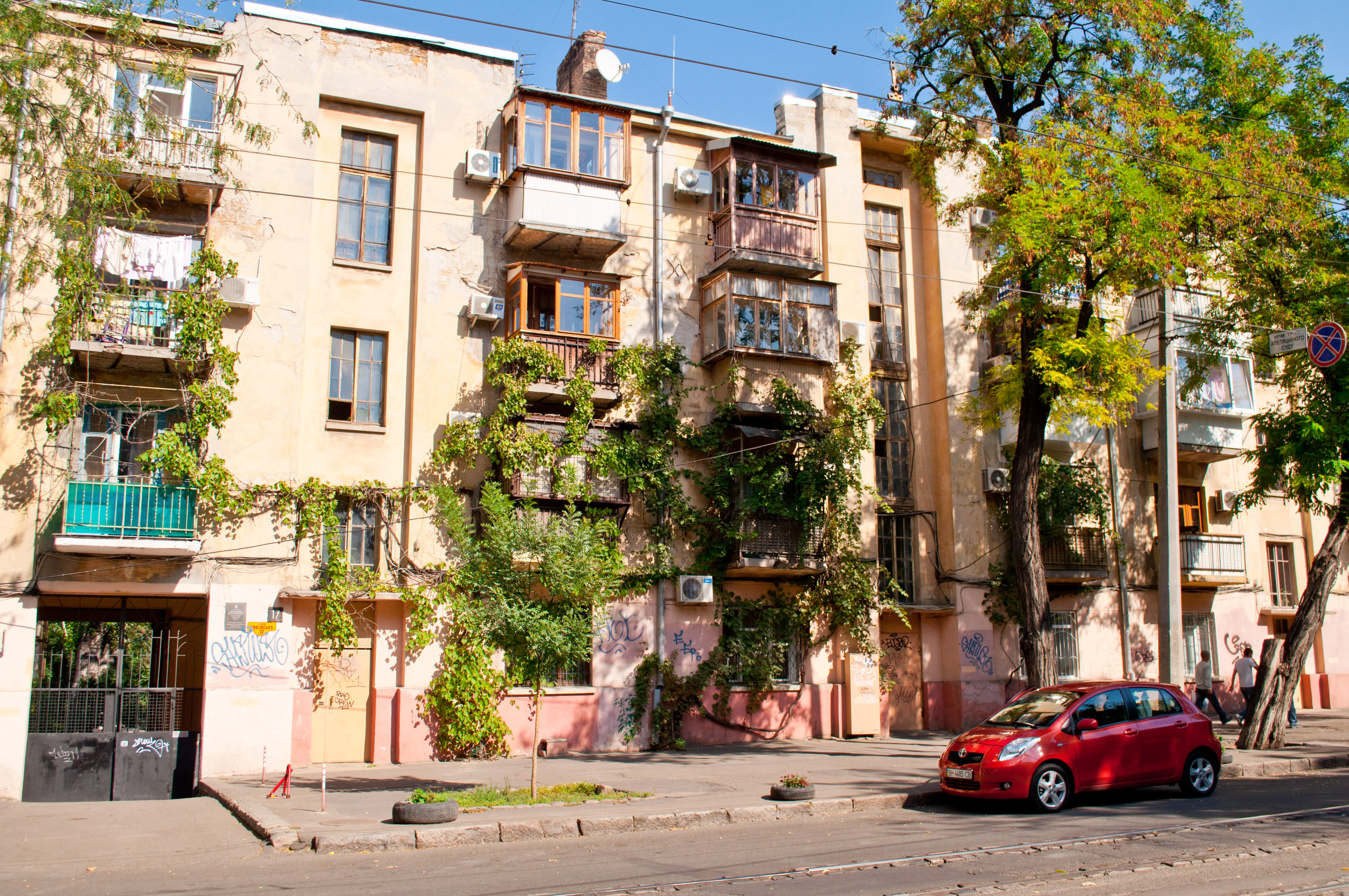
Будинок № 17

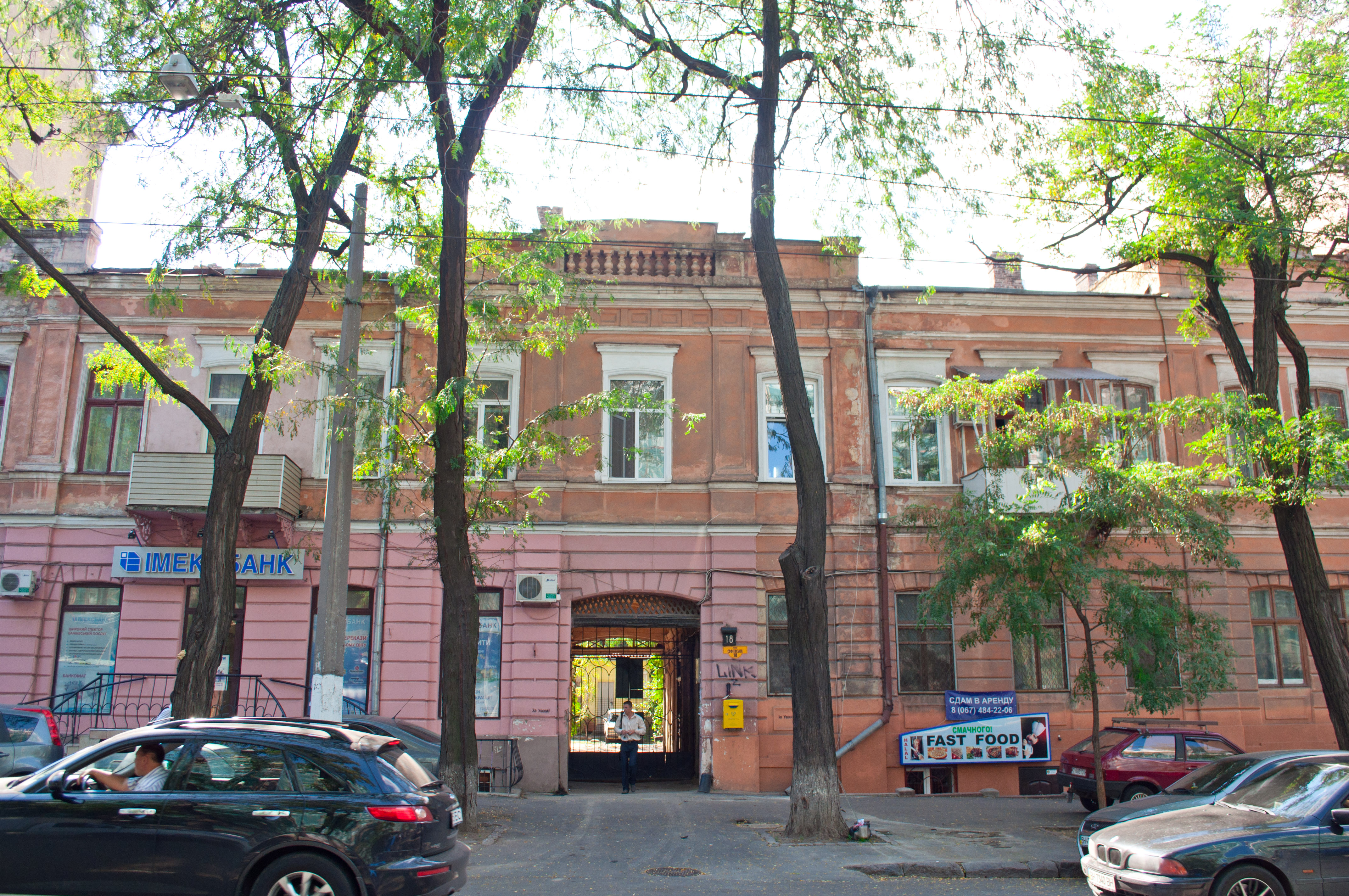
Будинок № 18

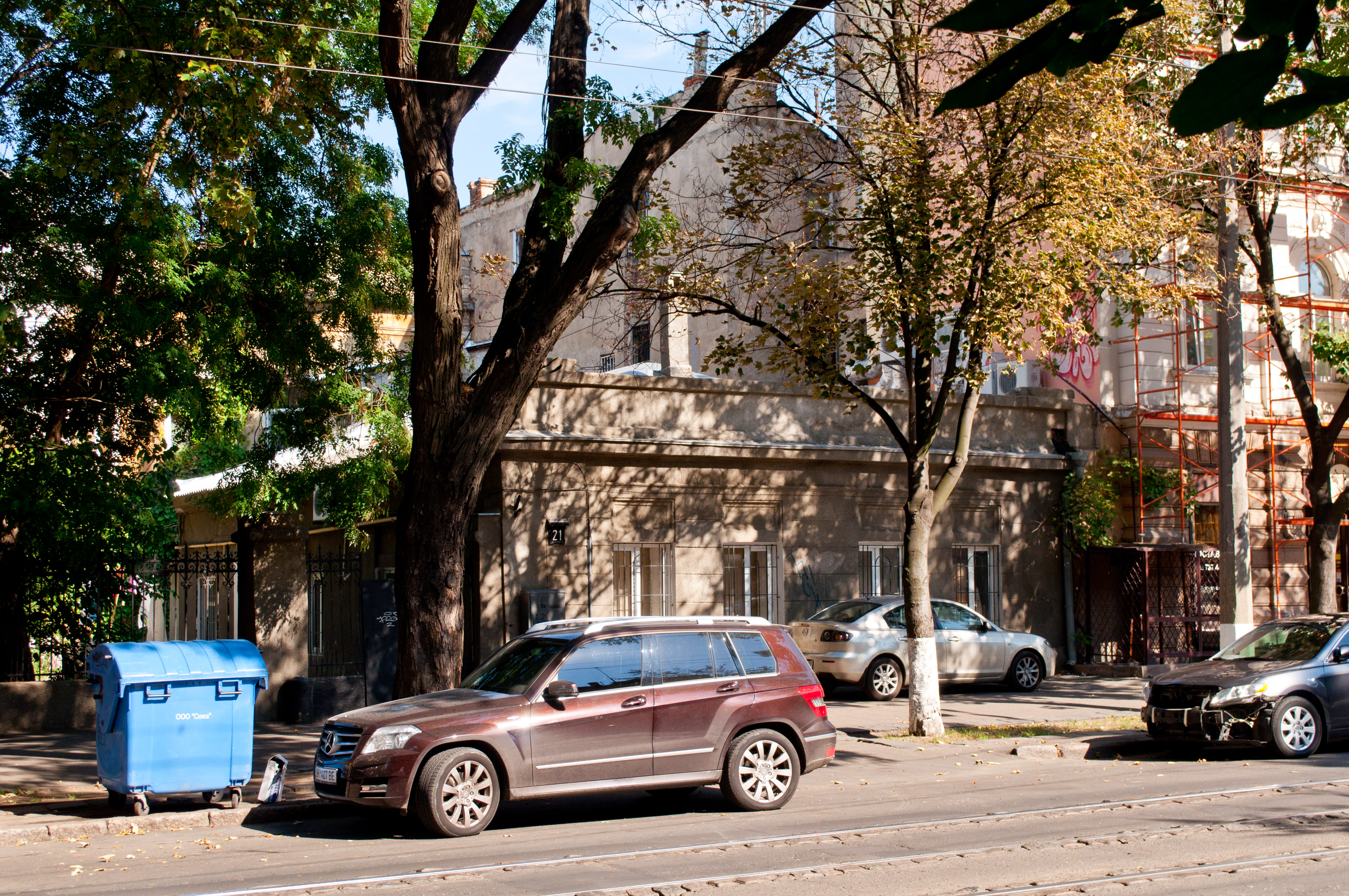
Флігель на ділянці Мазирова

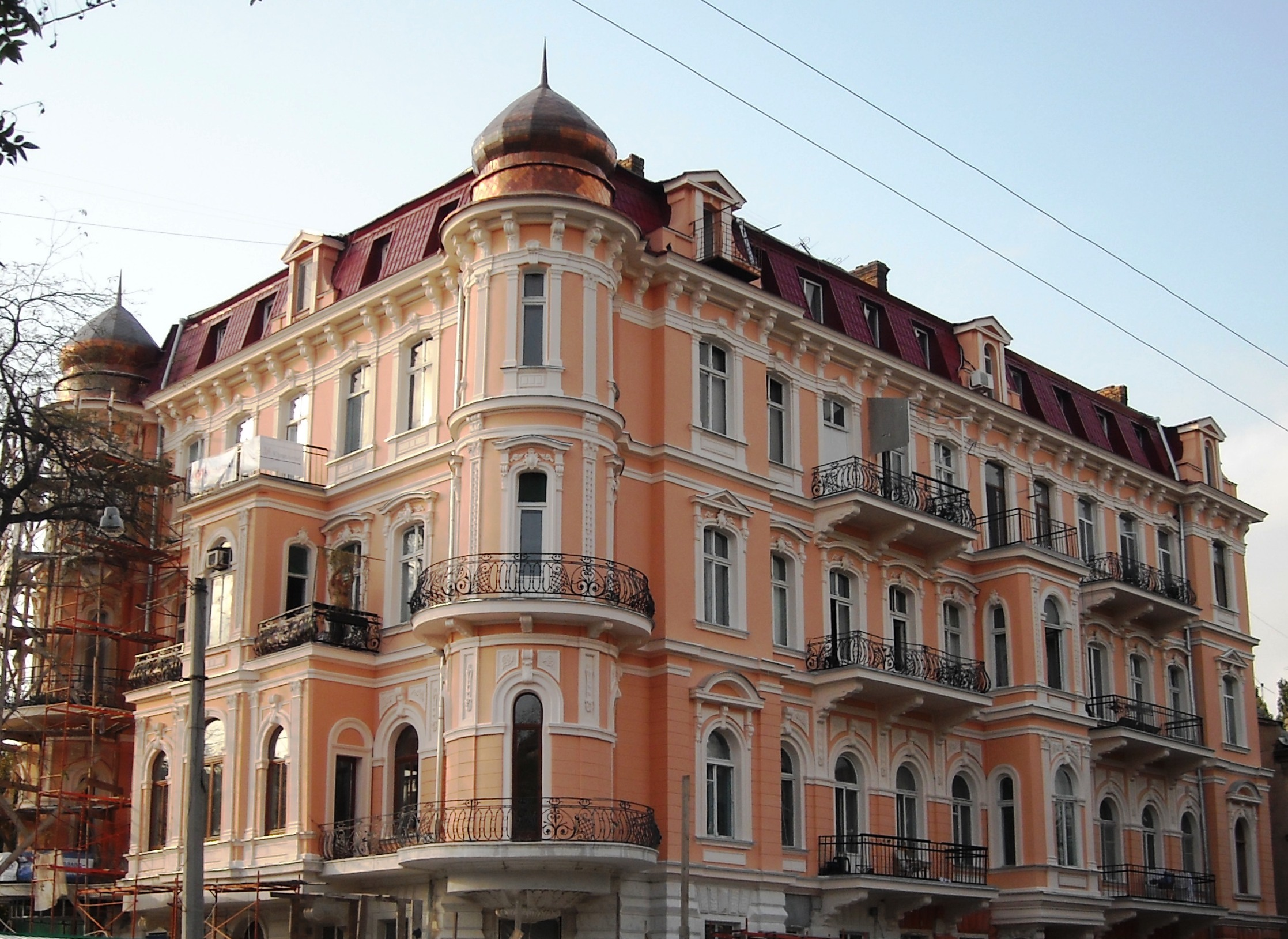
Будинок № 23

### Будинок №7
Будинок за номером Софіївська 7 (охоронний номер 788 — Од) купує від митрополита Гавріїла у 1805 році Софія Потоцька, від неї у спадок будинок переходить сину Олександру. За участь у польському повстанні конфіскований у нього. Тепер відомий як будинок Потоцького, або Архієрейський будинок.
У 1810 перебудова; 1852 рік реконструкція арх. О. С. Шашін; 1886 рік — перебудова арх. А. Д. Тодоров, Ю. М. Дмитренко, Л. Ф. Прокопович.

### Будинок О.П.Руссова (№13)
Кут на розі з вулицею Торговою займає будинок крупного домовласника О. П. Руссова. Він був побудований в 1890-ті роки століття за проєктом архітектора Л. М. Чернігова. Будинок багато декорований. Збереглися міжповерхові сходи з поручнями оригінального малюнка. У 1911 році за проєктом архітектора Я. С. Гольденберга на першому поверсі були влаштовані торгові приміщення.
У будинку жили:
- з 1897 по 1920 рік — Йосип Тронський.
- сім'я Мартиновських.
- З 1925 року до 1934 року Юрій Васильович Шумський.
- З 1944 по 1974 рік проживав Сергій Григорович Чуклін.
- З 1944 по 1976 рік жив професор Костюков О. О..
- У 1925—1935 роках проживала народна артистка УРСР Поліна Табачникова-Нятко.
- У 1944—1979 роках жив Колтон Соломон Ісаакович — радянський співак, педагог.
- З 1954 по 1966 роки жила тут і артистка балету, народна артистка УРСР Михайличенко Ірина Гаврилівна.

Нині в будинку № 13 розташовується супермаркет і ряд інших організацій.

### №14
Кут вулиці Кінній. Побудований в 1873 році, про що свідчить дата на фасаді будівлі. На початку XX століття власником будинку значиться Калиновський. У наші дні під'їзд будинку запущений. Більш втішна картина в дворових флігелях, які були побудовані дещо пізніше.

### №15
Кут вулиці Торгової. Прибутковий будинок Скаржинського. Будинок гарний своєю архітектурною вишуканістю. Був побудований у другій половині XIX століття за проєктом все того ж К. А. Скаржинського. На фасаді будинку проглядається герб з єдинорогом на його полі. У під'їзді кутової частини збереглись живописне панно на стелі. Нині це житловий будинок з адміністративними приміщеннями.

### №16
Прибутковий будинок О. П. Руссова, побудований на початку XX століття за проєктом архітектора Л. М. Чернігова. Сходова клітка головного крила зберегла автентичну різнокольорову венеційську штукатурку та падугу із зображеннями жіночих облич.

### №17
Житловий будинок з флігелем 1928—1931 років спорудження. Це був будинок працівників заводу ЗОР (завод Жовтневої революції, колишній завод Йоганна Гена).

### №18
Побудований в середині — другій половині XIX століття. У цьому будинку в 1885 році жили і працювали відомі художники Михайло Врубель і Валентин Сєров. У цьому ж будинку на початку XX століття розміщувалося управління Одеської місцевої бригади і редакція журналу «За Морю і Суше».
Нині житловий будинок з адміністративними приміщеннями.

### №19
Будівля військово-окружного суду. Побудована в 1903 році за проєктом архітектора Л. М. Чернігова. У наші дні будівля спотворена не тільки кольором фасаду, але і надбудованої мансардою. У всі роки у цьому будинку розміщувалися судові або наглядові органи. У наші дні розмістився апеляційний адміністративний суд.

### №20
Кут вулиці Торгової. У 1957 році в одеських газетах з'явилося повідомлення: «Сьогодні Державна комісія прийняла новий 5-поверховий будинок для портовиків (вул. Короленка, 20, кут Торгової). Споруджений будинок працівниками СУ-1 тресту „Чорноморгідробуд“ під керівництвом Миколи Ковтуна, ударно попрацювали бригади тт. Гопіча, Басова, Селіванова, Бойко, Камінської та інші». Нині у дворі цього будинку розміщується дитячий сад.

### №21
Будинок Мазирова. В глибині ділянки розташований особняк архітектора Д.Є Мазирова, який було споруджено за його власним проєктом у 1890 році. Обабіч входу розташовані скульптури каріатид, а у фронтоні на даху влаштований чоловічий бюст на тему античності. На червону лінію вулиці праворуч від брами виходить одноповерховий житловий будинок, в лівій частині ділянки зберігся фонтан.

### №22
Кут вулиці Торгової. Чотириповерховий будинок споруджений приблизно в середині XX століття. Великий, гарний двір. Збереглися оригінальні сходи в під'їздах. Раніше на цьому місці знаходилася двоповерхова будівля, в якій на початку XX століття розміщувалася прогімназія Ковальчука. В. А. Галицький у своїй книзі «Театр моєї юності» так описує директора і цю прогімназію: "Ковальчук, щільний чоловік з великою лисиною, в синьому вчительському віцмундирі із золотими ґудзиками, зустрів нас зверхньо, поплескав мене по щоці, що дітей ніколи не радує, а дорослим приємно … Гімназія знаходилася на розі Софіївської та Торгової … в пам'яті живий двір, викладений базальтовими доріжками і обсаджений чахлими деревцями. У центрі — звичайний для одеських дворів «італійський» колодязь, а в лівому кутку — прохідна арка, яка з'єднувала двір з жіночою гімназією. У цій темній сирій арці з облупленою штукатуркою вічно милувалися парочки. Туди ж мчали ми, малюки, затиснувши в пітному кулаці «секретку» — доручення якогось старшокласника ".
У цьому будинку в 1890—1900 році жив і працював перший історик одеського університету, професор Арсеній Іванович Маркович.

### №23
Кут вулиці Преображенської. Будівля побудована в кінці XIX століття за проєктом архітектора Д. Є. Мазирова. Красиві еркери будівлі, балкони з ґратами оригінального малюнка. Усередині ж будинок запущений. В кінці XIX століття власником будинку значиться І. Повірений. А на початку XX століття — Е. Ерікліді, як записано в довіднику «Вся Одеса» за 1902 рік або, по сучасному трактуванні, присяжному повіреному В. А. Іраклідія. Іраклідія був редактором газети соціалістів-революціонерів. Він був родичем з журналістом Н. П. Цакні, тестем И. А. Бунина. З 1944 по 1955 рік у цьому будинку жила Мацієвська Лідія Володимирівни. З 1944 по 1954 рік жив Георгій Бабенко. У 1931—1944 роки жив Борис Борін радянський театральний режисер, народний артист УРСР. А в 1914 році в цьому будинку містив оптовий книжковий склад олександрійський міщанин Вінницький Еля Абрам-Яковлєв. У перші післявоєнні роки в цьому будинку розміщувалася контора Укрсільзбуту. У середині XX століття магазин № 15 облкниготоргу.

### №24
Будівлю споруджено в останній третині 19-го століття. Спочатку там містилося Інженерне управління Одеського військового округу, с початку 1910-х років до 1920-го року — жіноча гімназія М. М. Маєвської, з 1923 року — трудова школа № 90, потім — вечірня середня школа № 25. З 2011 — Дитяча театральна школа.

### №26
Згідно довідникам «Вся Одесса» ділянка належала князю Юрію Гагарину. На ділянці було споруджено будинок та флігель. У будівлях ділянки був розташований торговий дім «Князь Юрій Гарагін і Ко» У перелік пам'ятників місцевої спадщини будинок занесений у перелік пам'яток місцевого спадщини міста Одеса як навчальна споруда. Будівля побудована в 1902—1903 роках за проєктом архітекторів Ф. А. Троупянського і А. Р. Рейхенберга. У перші повоєнні роки у будівлях ділянки розмістилася жіноча школа № 37, з середини XX століття вже просто школа № 37.

### №30
Магазин П. Зоріної. Будівля побудована в середині XIX століття, а точніше в 1847 році. Саме цей рік видно на балконних ґрат. У цьому будинку в 1905—1909 роках розміщувалося і працювало перше Українське товариство «Просвіта», про що свідчить меморіальна дошка, встановлена на будівлі. Просвіта була цивільною організацією культурно-просвітницького спрямування. У наші дні займається пошуком національної ідеї. Нині це житловий будинок з адміністративними приміщеннями.

### №32
Під цим номером кілька будівель. Цей будинок будівлі, приблизно, середини XIX століття. У цьому будинку в 1887—1889 роках жив Іван Вазов, один з найвідоміших болгарських письменників, патріарх болгарської літератури, громадський діяч.